# Buskviol
Buskviol (Viola hirta) är en art i familjen violväxter och förekommer naturligt från Europa till norra Asien, Altaj och Tibet.
Den liknar luktviolen till storlek och hållning, men kronan är ljusare blåviolett och luktlös, örten saknar revor, och bladen är mattare gröna och finhåriga. De blad, som beledsagar de tidiga vårblommorna är helt små i jämförelse med sommarbladen, som kan bli nära 1 decimeter långa med dubbelt så långa skaft. Då blir alla blommorna kleistogama (sommarblommor) och befinner sig nere vid marken på mycket korta, nedböjda skaft. Båda blomformerna bildar fröhus av klotrund form, de öppna blommornas fröhus grönaktigt, de kleistogamas rödgredelint. Bägge fruktslagen öppnar sig långsamt och deponerar fröna i en hög på marken, där de liksom luktviolens sprids av myror.
Kromosomtalet 2n = 20.

## Utbredning i Norden
Buskviolen växer tämligen allmänt i lundar, mest ekbackar, i södra och mellersta Sverige. Den finns även i södra Norge (Oslo), men är inte med säkerhet funnen vildväxande i Finland. Få växter i Nordens floraområde visar så stor olikhet som buskviol mellan vår- och sommarstadiet till blad, blommor och storlek - man kan lätt ta de två stadierna för olika arter.

## Synonymer
Viola baurieri Sennen & Gonzalo
Viola bergadensis Sennen
Viola calcarea (Bab.) Greg.
Viola collina subsp. propera (Jord.) Nyman
Viola fontanesii Jord.
Viola foudrasii Jord.
Viola gloggnitzensis K.Richter
Viola hirsuta Schult. nom. illeg.
Viola hirta subsp. baurieri (Sennen & Gonzalo) Sennen
Viola hirta subsp. brevifimbriata W.Becker
Viola hirta subsp. calcarea (Bab.) E.Warburg
Viola hirta subsp. foudrasii (Jord.) Berher
Viola hirta subsp. longifimbriata W.Becker
Viola hirta var. foudrasii (Jord.) Boreau
Viola hirta var. fraterna Reichenb.
Viola hirta var. hirsuta Lange
Viola hirta var. laetevirens Clavaud
Viola hirta var. oenochroa Gillot & Ozanon
Viola hirta var. pinetorum Wiesb.
Viola holubyi Schur
Viola martii Schimp. & Spenner nom. illeg.
Viola martii subsp. hirta (L.) Schimp. & Spenn. comb. illeg.
Viola pallida Salisb. nom. illeg.
Viola paradoxa K.Richter nom. illeg.
Viola propera Jord.
Viola rostellata Chatenier
Viola sennenii Pau
Viola sylvestris Bubani nom. illeg.
Viola umbrosa Hoppe nom. illeg.
Viola variegata Bogenh. nom. illeg.